# 마부리스섬

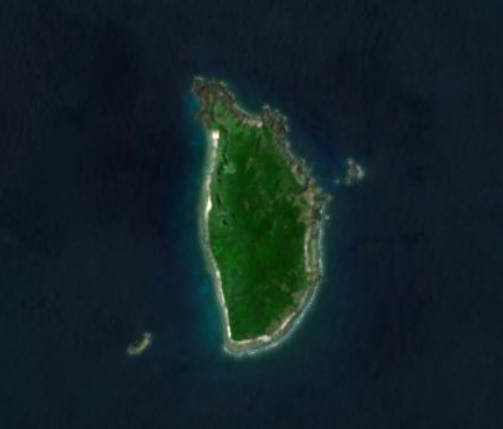

마부리스섬(영어: Mavulis Island)는 필리핀 바타네스주의 최북단에 위치한 작은 섬이다. 타이완 본토에서는 남쪽으로 약 141 km 정도 위치해 있으며, 마닐라 케손 시티부터는 북쪽으로 721 km 정도 위치해 있다. 작은 바위섬이 2개 정도 있고, 고도는 약 170 m에 달한다. 이러한 이유로 마부디스는 이바탄어로 낮다라는 뜻이다. 또한 이 섬은 바탄 원주민들에게는 '디하미섬' (이바탄어로 북쪽)이라고도 불리기도 한다. 이 섬은 망고와 야자나무가 풍부하게 서식하고 있으며, 2004년 필리핀 센서스에 따르면 사람은 살지 않는 섬으로 알려져 있다.